# 爵士足球會
爵士足球會（英語：Football Club Jazz）是一間位於芬蘭波里的足球會，該會於1934年成立，最初名為波里球员同志（Porin Pallo-Toverit）。PPT於1991年11月更名為爵士足球會。爵士足球會曾兩次贏得芬蘭冠軍（1993年、1996年），其他獎牌包括芬蘭超级联赛季軍（1992年）、芬蘭杯亞軍（1994年）和芬蘭聯賽杯亞軍（1994年）。

## 榮譽
- 芬蘭足球超級聯賽:
  - 冠軍 (2): 1993, 1996
- 芬蘭盃:
  - 亞軍 (1): 1995
- 芬蘭聯賽盃:
  - 亞軍 (1): 1994

## 外部連結
- 官方网站  （文）